# David Ignatius
David Ignatius (Cambridge, 26 de mayo de 1950) es un periodista y escritor estadounidense conocido entre el público en su país como columnista en el periódico The Washington Post y como novelista del género de suspense y de espías. También ha escrito en International Herald Tribune en París, The New York Times Magazine, The Atlantic Monthly, Foreign Affairs y The New Republic.

## Obra
Ignatius ha escrito seis novelas centradas en el mundo del espionaje y de las relaciones internacionales.
- Agents of Innocence (1987)
- SIRO (1991)
- The Bank of Fear (1994)
- A Firing Offense (1997)
- The Sun King (1999)
- Red de Mentiras (2007); Llevada al cine como Red de Mentiras en 2008 por el director Ridley Scott.

En 2006, escribió un prólogo para la edición estadounidense de Enemy Combatant de Moazzam Begg.